# Raketkaster
Raketkastere er våbensystemer indenfor artilleriet, som anvender salver af ustyrede raketter til de samme opgaver, som man ellers ville bruge almindeligt rørartilleri til.

## Udvikling
I moderne tid begyndte raketkastere at komme i brug under Anden Verdenskrig. Sovjetunionens mest brugte raketkaster hed BM-13, men det er den ikke kendt som. Den fik navnet Stalinorgel af tyskerne, mens de sovjetiske tropper kaldte den "Katjusja" (kælenavn for Katarina).
Selv de tyske tropper brugte raketkastere, den mest berømte af disse var Nebelwerfer. Efter krigen blev navnet "Katjusja" brugt om alle sovjetiske raketkastere, der lignede BM-13 og med tiden er navnet også blevet brugt som et synonym for raketkastere på lastvogne, især af Hizbollahs i Libanon-krigen 2006.

## Taktiske fordele og ulemper
Fordelene ved raketkastere er dels at pjecerne er betydeligt billigere og lettere at fremstille end haubitser og kanoner, dels at målet rammes af et stort antal projektiler på samme tid. Raketkastere er desuden generelt mere mobile end traditionelt artilleri.
Ulemperne er, at ammunitionen er dyrere end ved traditionelt artilleri og at spredningen er betydeligt større og den nødvendige mængde ammunition derfor bliver mange gange større, medmindre at man beskyder et flademål.

## Billedgalleri
- Panzerwerfer 43, en tysk raketkaster fra 2, verdenskrig.
- BM-21 Grad, en almindeligt forekommende russisk raketkaster.
- M270 MLRS, en amerikansk raketkaster.